# Flora Duffy
Dame Flora Duffy, OBE (Paget, 30 settembre 1987), è una triatleta bermudiana, campionessa olimpica a Tokyo 2020.

## Carriera
Vincitrice della medaglia d'oro ai Campionati mondiali di triathlon nel 2016 e nel 2017, ai Campionati mondiali di cross triathlon nel 2015 e nel 2016, e cinque volte ai Campionati mondiali XTERRA Triathlon, ha partecipato 4 volte ai Giochi olimpici per la squadra di Bermuda (nel 2008 a Pechino, nel 2012 a Londra, nel 2016 a Rio de Janeiro e nel 2020 a Tokyo).
Nell'aprile 2018 ha vinto la medaglia d'oro ai XXI Giochi del Commonwealth a Gold Coast, in Australia, diventando la prima atleta femminile di Bermuda a conseguire tale risultato nella storia della manifestazione. In quella edizione dei Giochi del Commonwealth era stata convocata anche per partecipare alla gara di mountain biking femminile, ma non partì.
Duffy è l'unica atleta a vincere 3 titoli mondiali di triathlon nello stesso anno: nel 2016, infatti, ha trionfato ai Mondiali di triathlon, cross triathlon e XTERRA Triathlon. È inoltre l'unica triatleta nella storia dei Mondiali di triathlon a far registrare i tempi più veloci in tutte le disclipline (nuoto, ciclismo e corsa) nella stessa gara e detiene il record per il più ampio margine di vittoria sia nella distanza olimpica sia in quella sprint in una gara dei Mondiali di triathlon.
Duffy ha studiato alla Warwick Academy, al Kelly College (ora noto come Mount Kelly School) e all'Università del Colorado a Boulder, dove ha conseguito il Bachelor of Arts in Sociologia.
Duffy è stata inserita dal Governatore di Bermuda nella lista dei Birthday Honours del 2018 per i suoi servizi sportivi a favore di Bermuda, venendo insignita dell'Ordine dell'Impero Britannico nel novembre di quell'anno.
Nel maggio del 2018 ha lanciato la campagna solidale "The Flora Fund" per raccogliere fondi in aiuto dei giovani atleti bermudiani.
Nel dicembre del 2017 ha sposato il triatleta sudafricano Dan Hugo a Stellenbosch (città natale di Hugo), dove la coppia risiede quando non si allena a Boulder, in Colorado.

## Palmarès
- Giochi olimpici

 Oro a Tokyo 2020
- Campionati mondiali di triathlon

 Argento a Losanna 2006 (junior)
 Oro a Cozumel 2016
 Oro a Rotterdam 2017
 Argento a Amburgo 2020
- Campionati mondiali di cross triathlon

 Argento nel 2014
 Oro nel 2015
 Oro nel 2016
- Campionati mondiali XTERRA Triathlon

 Bronzo nel 2013
 Oro nel 2014
 Oro nel 2015
 Oro nel 2016
 Oro nel 2017
 Oro nel 2019
- Giochi del Commonwealth

 Oro a Gold Coast 2018
- Giochi panamericani

 Bronzo a Toronto 2015
- Giochi centramericani e caraibici

 Argento a Mayagüez 2010